# Fiat Trepiùno
El Fiat Trepiùno es un prototipo de automóvil del fabricante italiano Fiat presentado en 2004. Sobre la base del Fiat Trepiùno se desarrolló el Fiat 500 (2007).